# Алиев, Ильдар Хайдарович
Ильдар Хайдарович Алиев (17 февраля 1972 — 11 марта 2021) — советский и российский футболист, полузащитник, затем — игрок в мини-футбол, пляжный футбол, тренер.

## Биография
Воспитанник СДЮШОР «Динамо» Москва. В первенствах СССР и России играл в низших лигах за команды «Звезда»/ТРАСКО Москва (1990—1993), «Космос» Долгопрудный (1994), «Лада» Димитровград (1994), «Монолит» Москва (1995), «Уралмаш» Екатеринбург (1997). Также выступал за команды «Ньиредьхаза» Венгрия (1994/95) и «Тяньцзинь Самсунг» Китай (1996).
Играл за московские мини-футбольный клубы «Новорусь» (1994—1995), «Интеко» (1999—2000), «Мегаполис» (2002—2003).
С 2009 года — игрок и тренер в московских клубах пляжного футбола «Балтика-Миллениум» (2009), «Спартак» (2012), «Строгино» (2012—2015, с 2017).
Участник чемпионата мира по пляжному футболу 2007.
С 2016 года принимал участие в тренировочном процессе сборной ПАО «Транснефть» по футболу.
Скончался 11 марта 2021 года.